# A-STEP
A-STEP（エーステップ）は男性1人組ダンスボーカルである。

## メンバー
- 日下歩睦（くさか あゆむ、1992年3月30日（33歳））

## 楽曲
DRY BATTERY
7色のポケット